# IC 1854
IC 1854 ist eine Linsenförmige Galaxie mit aktivem Galaxienkern vom Hubble-Typ S0 im Sternbild Widder nördlich der Ekliptik. Sie ist schätzungsweise 418 Millionen Lichtjahre von der Milchstraße entfernt und hat einen Durchmesser von etwa 75.000 Lichtjahren.
Das Objekt wurde am 18. Januar 1898 vom französischen Astronomen Stéphane Javelle entdeckt.